# Мангеттен (фільм, 1979)
«Мангеттен», також «Манхеттен» (англ. Manhattan) — американська романтична кінокомедія 1979 року режисера Вуді Аллена. У 2001 році фільм був обраний Бібліотекою Конгресу США для зберігання в Національному реєстрі фільмів як «культурно, історично та естетично значущий». Фільм «Мангеттен» чорно-білий, знятий у форматі 2,35:1.
Український переклад зробила студія Цікава ідея на замовлення Гуртом..

## Сюжет
Це фільм про пригоди 42-річного Ісака Девіса (Вуді Аллен), двічі розлученого автора гумористичних ТБ-програм, який зустрічається з 17-літньою школяркою Трейсі (Маріель Гемінгвей) і мріє стати великим американським романістом. Поступово Ісак закохується в Мері Вілкі (Даян Кітон) — коханку свого найкращого друга Єла Поллака (Майкл Мерфі).

## Ролі виконують
| Вуді Аллен         | — | Ісак Девіс   |
| Даян Кітон         | — | Мері Вілкі   |
| Майкл Мерфі        | — | Єл Поллак    |
| Маріель Гемінгвей  | — | Трейсі       |
| Меріл Стріп        | — | Джил Девіс   |
| Енн Бірн (акторка) | — | Емілі Поллак |

## Навколо фільму
У фільмі відображено улюблені теми Вуді Аллена: дружба, кохання, мистецтво, література, джаз, незадоволеність життям і любов до Нью-Йорка. Краєвиди міста розгортаються вже на початку кінострічки під звуки «Рапсодії в стилі блюз» Джорджа Гершвіна.

## Музика
Музику Джорджа Гершвіна, виконують Нью-Йоркський філармонічний оркестр під керівництвом Зубіна Мети та Філармонійний оркестр Баффало під керівництвом Майкла Тілсона Томаса.
- Рапсодія в стилі блюз (Rhapsody in Blue)

- «Love is Sweeping the Country»
- «Land of the Gay Caballero»
- «Sweet and Low Down»
- «I've Got a Crush on You»
- «Do-Do-Do»
- « 'S Wonderful»
- «Oh, Lady Be Good!»
- «Strike Up the Band»
- «Embraceable You»
- «Someone to Watch Over Me»
- «He Loves and She Loves»
- «But Not for Me»

## Нагороди
- 1979 — Премія Асоціації кінокритиків Лос-Анджелеса:
  - найкращій акторці другого плану[en] — Меріл Стріп
- 1979 — Премія Спільноти кінокритиків Нью-Йорка:
  - найкращому режисерові[en] — Вуді Аллен
- 1980 — Премія BAFTA, Британської академії телебачення та кіномистецтва:
  - за найкращий фільм
  - за найкращий сценарій[en] — Вуді Аллен, Чарльз Г. Джофе
- 1980 — Національна кінопремія Франції Сезар:
  - найкращий фільм іноземною мовою — Вуді Аллен
- 1980 — Премія «Срібна стрічка» Італійського національного синдикату кіножурналістів:
  - найкращому режисеру іноземного фільму — Вуді Аллен
- 2001 — Національна рада США зі збереження фільмів[en] внесла кінострічку до Національного реєстру фільмів США